# Amélie Felx
Amélie Felx (* um 1980) ist eine kanadische Badmintonspielerin.

## Karriere
Amélie Felx wurde 2001 kanadische Meisterin im Damendoppel. 2003 nahm sie an den Badminton-Weltmeisterschaften teil. 2008 gewann sie einen weiteren nationalen Titel im Mixed.

## Sportliche Erfolge
| Saison | Veranstaltung                 | Disziplin   | Platz | Name                           |
| ------ | ----------------------------- | ----------- | ----- | ------------------------------ |
| 2001   | Kanada: Einzelmeisterschaften | Damendoppel | 1     | Amélie Felx / Robbyn Hermitage |
| 2003   | Weltmeisterschaft             | Damendoppel | 17    | Amélie Felx / Valérie Loker    |
| 2008   | Kanada: Einzelmeisterschaften | Mixed       | 1     | Mathieu Laforest / Amélie Felx |

## Referenzen
- http://bwf.tournamentsoftware.com/profile/overview.aspx?id=2DC77AEE-C3D6-4BA6-B6D7-D847C2BB0499

| Personendaten    | Personendaten                 |
| ---------------- | ----------------------------- |
| NAME             | Felx, Amélie                  |
| KURZBESCHREIBUNG | kanadische Badmintonspielerin |
| GEBURTSDATUM     | um 1980                       |